# تسلیم قلعه ادو

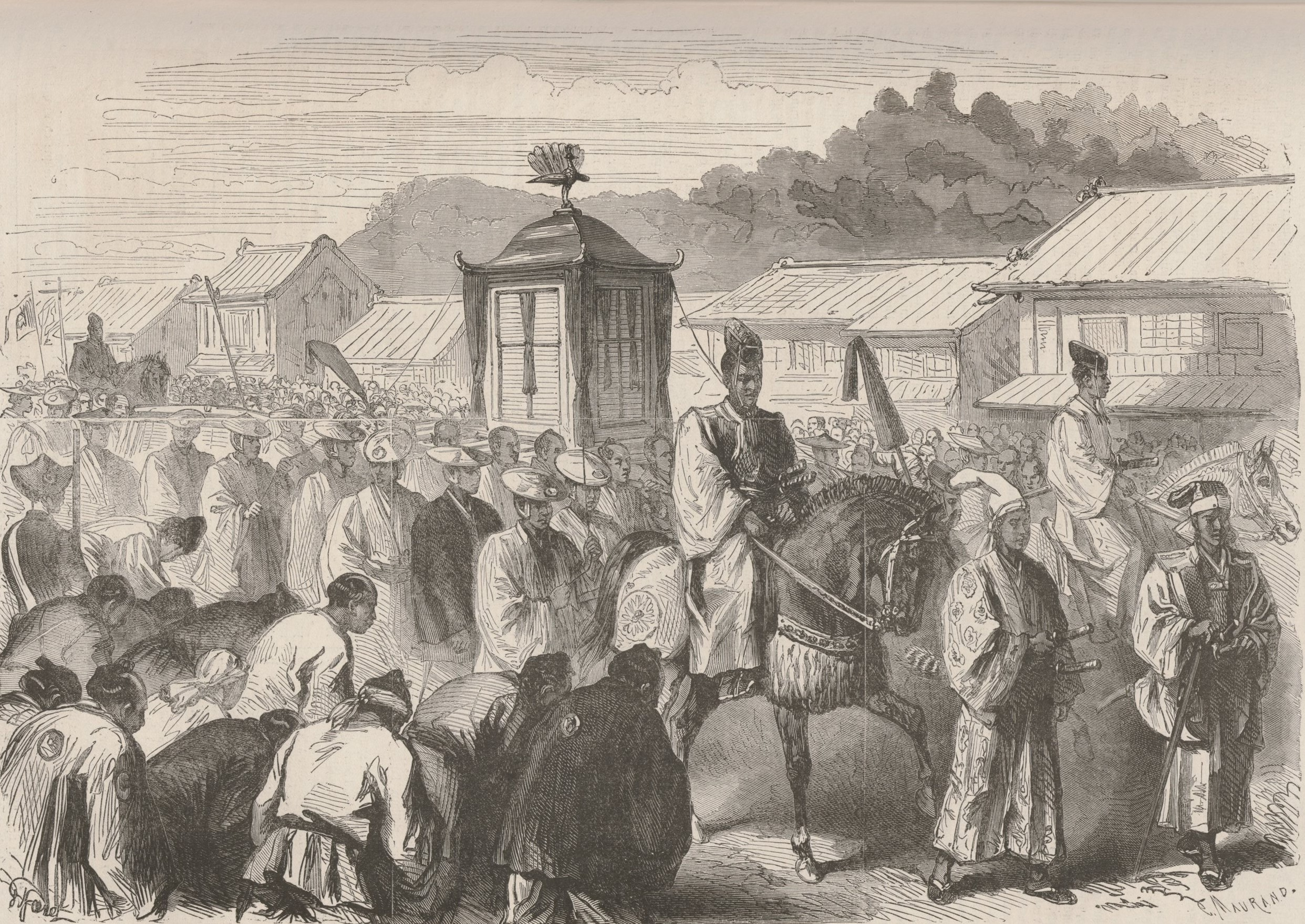
پس از تسلیم قلعه ادو در پایان سال ۱۸۶۸، امپراتور میجی ۱۶ ساله، از کیوتو به طرف توکیو حرکت کرد.

تسلیم قلعه ادو (به ژاپنی: 江戸開城 Edo Kaijō) بین ماه مه و ژوئیه سال ۱۸۶۸ رخ داد. در آن زمان ادو (امروزه توکیو) توسط آخرین شوگون‌سالاری توکوگاوا کنترل می‌شد اما با سقوط شهر، کنترل آن به دست نیروهای طرفدار امپراتور میجی افتاد. تسلیم قلعه ادو یکی از جنگ‌هایی است که در مجموع به جنگ بوشین شهرت دارند.
سایگو تاکاموری، فرمانده نیروهای طرفدار امپراتور در شمال و شرق ژاپن پیروزی‌هایی به دست آورده بود، و در جهت رسیدن به پایتخت در نبرد کوشو-کاتسونوما پیروز شده بود. او در نهایت قادر شد در ماه مه ۱۸۶۸ ادو را محاصره کند.
کاتسو کایشو فرمانده ارتش شوگون توکوگاوا یوشی‌نوبو، حاضر به مذاکره و تسلیم بی قید و شرط بود.
برخی از گروه‌های طرفدار شوگون پس از این تسلیم رسمی باز مقاوت را در شمال شرقی توکیو ادامه دادند، اما سرانجام ۴ ژوئیه ۱۸۶۸ در نبرد اوئنو شکست خوردند. در طی این مدت آخرین شوگون از شوگون‌سالاری توکوگاوا، توکوگاوا یوشی‌نوبو در معبد کانئی به‌طور داوطلبانه در حبس بود.
در ۳ سپتامبر سال ۱۸۶۸، نام ادو به توکیو (به معنی پایتخت شرقی) تغییر نام داده شد، و امپراتور به‌طور رسمی پایتخت را از کیوتو به توکیو تغییر داد و برای اقامت قلعه ادو (امروزه کاخ امپراتوری توکیو) را برگزید.

### نظریه نقش سفیر انگلستان

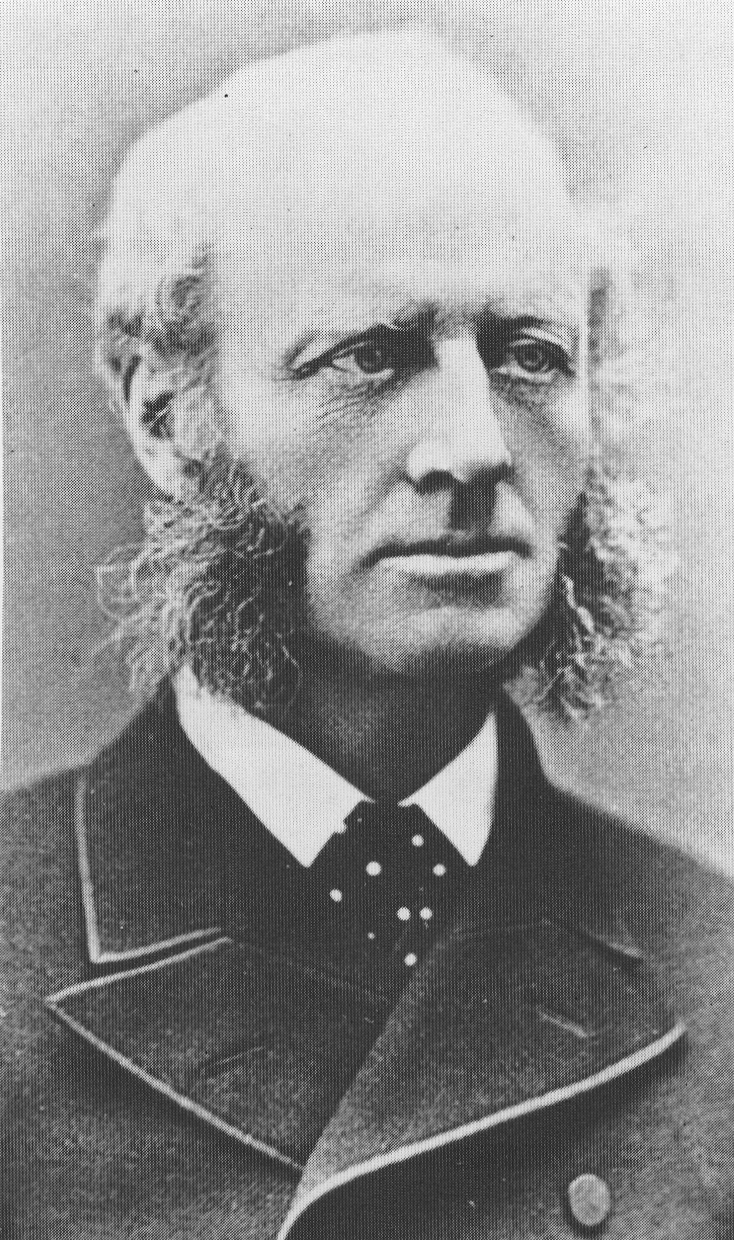
سفیر انگلستان در ژاپن هری اسمیت پارکز

در طی جنگ بوشین در ماه ژانویه، کاتسو کایشو فرمانده نیروهای شوگونی نخست اتحاد خود را با فرانسه، که ادامه جنگ را توصیه می‌کرد قطع کرد و روابط با انگلستان را دوباره برقرار کرد.
در ماه مارس، سفیر انگلستان در ژاپن هری اسمیت پارکز و مترجمش ارنست میسن ساتو به یوکوهاما بازگشتند. کاتسو کایشو مرتباً با ساتو تماس می‌گرفت که اگر نیروهای دولت جدید میجی وی را مجبور به اعدام توکوگاوا یوشینوبو کردند، وی در نظر دارد که توکوگاوا یوشینوبو را در یک کشتی جنگی و در پناهندگی انگلستان قرار داده و وی را در امان نگه دارد.
و در تاریخ ۱۳ مارس، اولین گفتگوی کاتسو کایشو و سایگو تاکاموری در تاکاناوا (یکی از محله‌های توکیو) برگزار شد. با این حال، کاتسو در این روز فقط به سایگو تاکاموری گفت که چیکاکو، شاهدخت کازو (عمه امپراتور میجی و همسر شوگون چهاردهم) را به گروگان نمی‌گیرد و موضوع اصلی به روز بعد موکول شد. در واقع، این موضوع پیامدهای قابل توجهی داشت. در همان روز، به دستور سایگو، کیناشی سی‌ایچیرو از ارتش جدید دولت از هری اسمیت پارکز در یوکوهاما بازدید کرد و از وی خواست که هنگام پیشروی نیروهای امپراتور به سمت ادو، نیروهای انگلیسی مستقر در یوکوهاما دخالتی نکنند. از آنجا که حملات به خارجی‌ها در اواخر دوره ادو مکرر بود، به منظور محافظت از تبعه از سال ۱۸۶۳، ۱۰۰۰ سرباز انگلیسی و ۳۰۰ سرباز فرانسوی، در یوکوهاما مستقر شده بودند. کیناشی سی‌ایچیرو همچنین خواستار ایجاد بیمارستانی به منظور درمان مجروحان نبرد احتمالی در ادو توسط انگلستان شد اما سفیر انگلستان درخواست وی را رد کرد و گفت «حمله به توکوگاوا یوشینوبو که تسلیم و مطیع شده است برخلاف راه و رسم سامورایی و همین‌طور اساس حقوق بین‌الملل است.» و تهدید کرد که اگر همچنان به جنگیدن مایل هستید نیروهای انگلیس و فرانسه را برای محافظت از ساکنان یوکوهاما به کار می‌گیرم.
این نظریه که سایگو مجبور شد فشار وزیر انگلیس، برای حفظ خاندان توکوگاوا را بپذیرد، وجود دارد. با این حال مشخص نیست که آیا گفته‌های هری اسمیت پارکز واقعاً روی سایگو که در حال مذاکره با کاتسو بود تأثیر گذاشته است یا خیر. در وهله اول، مشخص نیست که جلسه پارکز-کیناشی دقیقاً چه روزی انجام شده است. بسیاری از مطالب تاریخی وجود دارد که عمدتاً نظریه ۱۳ مارس (به تقویم ژاپنی) را می‌پذیرند، اما موارد دیگری نیز وجود دارد که تئوری روز چهاردهم را می‌پذیرند. با این حال، اظهار شده است که این دو پس از اینکه پارکز روز گذشته یک ناو جنگی را به کانسای اعزام کرد، با یکدیگر دیدار کردند.
از آنجا که یقین است پارکز کشتی‌های جنگی را در ۵ آوریل در تقویم غربی، یعنی ۱۳ مارس در تقویم ژاپنی اعزام کرده است، بنابراین باید در نظر گرفت که مذاکرات این دو پس از ۱۴ مارس انجام شده است. در این صورت، مصادف است با همان روز مذاکرات کاتسو و سایگو که در عصر ۱۴ مارس برگزار شد، بنابراین تصور اینکه گفته‌های پارکز از قبل به گوش سایگو رسیده باشد، دشوار است.

## میراث
بنای یادبود کوچکی در محل جلسهٔ تسلیم کاتسو کایشو به سایگو تاکاموری ساخته شده که امروزه این بنا در میناتو، شیبا ۵-۳۳-۱، دو دقیقه از ایستگاه تاماچی قرار دارد.
تسلیم قلعه ادو، سرشار از عناصر دراماتیک است که بسیاری از افراد تاریخی سرشناس در آن شرکت دارند و همان‌طور به عنوان یک مرحله مهم از جنگ بوشین شمرده می‌شود. به همین سبب وقایع مربوط به تسلیم قلعه ادو در بسیاری از آثار ادبی، هنری و سینمایی مورد توجه قرار گرفته است. از جمله این آثار می‌توان به مجموعه تلویزیونی آتسوهیمه محصول ۲۰۰۸ میلادی ان‌اچ‌کی اشاره کرد. این مجموعه بر محور زندگی تنشو-این (همسر شوگون سیزدهم) و نقش او در حوادث این دوران ساخته شده است.

## گاه‌شماری وقایع
| سال سوم کیئو                               | سال سوم کیئو | سال سوم کیئو         |
| ------------------------------------------ | --- | -------------------- |
| تقویم قدیم ژاپن ماه دوازدهم، روز ۹         | اعلام تأسیس دولت جدید. در جلسه کوگوشو، آخرین شوگون، توکوگاوا یوشی‌نوبو از تمامی مناصب خود خلع شد.                                             | میلادی ۳ ژانویه ۱۸۶۸ |
| ماه دوازدهم، روز ۲۵                        | حادثه آتش‌زدن عمارت اربابی قلمروی ساتسوما در ادو توسط پلیس ویژه شوگون‌سالاری توکوگاوا                                                          | ۱۹ ژانویه            |
| سال چهارم کیئو و (نخستین سال از دوره میجی) | |                      |
| ماه یکم، روز ۳                             | بروز ناگهانی نبرد توبا–فوشیمی | ۲۷ ژانویه            |
| ماه یکم، روز ۶                             | توکوگاوا یوشی‌نوبو پس از شکست در نبرد توبا–فوشیمی از قلعه اوساکا گریخت و با کشتی به ادو برگشت.                                                | ۳۰ ژانویه            |
| ماه یکم، روز ۷                             | دولت جدید فرمان دستگیری شوگون توکوگاوا یوشی‌نوبو را صادر کرد.                                                                                 | ۳۱ ژانویه            |
| ماه یکم، روز ۱۰                            | دولت جدید ۲۷ نفر از همکاران یوشی‌نوبو را به عنوان دشمن امپراتور از مناصبشان برکنار کرد.                                                       | ۳ فوریه              |
| ماه یکم، روز ۱۱                            | یوشی‌نوبو از راه دریا به شهر ادو رسید روز بعد به قلعه ادو وارد شد.                                                                            | ۴ فوریه              |
| ماه یکم، روز ۲۱                            | دولت جدید از کشورهای خارجی درخواست بیطرفی کرد.                                                                                               | ۱۴ فوریه             |
| ماه یکم، روز ۲۱                            | چیکاکو، شاهدخت کازو (همسر شوگون چهاردهم)، پیشکار خود را برای مطرح کردن تقاضای در امان ماندن خاندان توکوگاوا اعزام کرد.                       | ۱۴ فوریه             |
| ماه یکم، روز ۲۳                            | خاندان توکوگاوا به سازمان دهی مجدد پرسنل خود دست زد. اوکوبو ایچیو و کاتسو کایشو به عنوان مسئول انتخاب شدند.                                  | ۱۶ فوریه             |
| ماه یکم، روز ۲۵                            | کشورهای خارجی، بی‌طرفی نسبت به هر دو جناح را اعلام کردند.                                                                                     | ۱۸ فوریه             |
| ماه دوم، روز ۶                             | اعلام تبعیت دولت جدید از سیاست‌های امپراتور (به عنوان پدر و فرزند). پیشکار همسر شوگون چهاردهم به پایتخت کیوتو وارد شد.                        | ۲۸ فوریه             |
| ماه دوم، روز ۱۲                            | شوگون یوشی‌نوبو از قلعه ادو خارج شد و پس از رفتن به معبد کانئی در اوئنو طلب بخشش کرد.                                                         | ۵ مارس               |
| ماه دوم، روز ۱۴                            | سایگو تاکاموری به عنوان یکی از دو فرمانده سپاه ویژه منصوب شد.                                                                                | ۷ مارس               |
| ماه دوم، روز ۲۵                            | کاتسو کایشو در راستای تسلیم و تغییر سیاست شوگون یوشی‌نوبو روابط شوگون‌سالاری با فرانسه را که از ادامه جنگ بوشین حمایت می‌کرد قطع کرد.           | ۹ مارس               |
| ماه سوم، روز ۶                             | سپاه ویژه تصمیم گرفت در اواسط همان ماه (ماه سوم) از سونپو (شیزوئوکا) به طرف ادو پیشروی کند.                                                  | ۲۹ مارس              |
| ماه سوم، روز ۶                             | در نبرد کوشو-کاتسونوما ارتش شوگونی (شینسنگومی) از ارتش امپراتور شکست خورد.                                                                   | ۲۹ مارس              |
| ماه سوم، روز ۹                             | سایگو تاکاموری در سونپو (شیزوئوکا) با نمایندگان شوگون‌سالاری مذاکره کردند و سایگو تاکاموری شرایط تسلیم را به آنها اعلام کرد.                  | ۱ آوریل              |
| ماه سوم، روز ۱۱                            | تنشو-این (همسر شوگون سیزدهم) فرستادهٔ خود را جهت تقاضای در امان ماندن خاندان توکوگاوا نزد ارتش امپراتور فرستاد.                               | ۳ آوریل              |
| ماه سوم، روز ۱۱                            | سایگو تاکاموری سونپو (شیزوئوکا) را ترک کرد.                                                                                                  | ۳ آوریل              |
| ماه سوم، روز ۱۳                            | ارتش امپراتوری تحت فرماندهی سایگو تاکاموری به شهر ادو (توکیوی کنونی) رسید.                                                                   | ۵ آوریل.             |
| ماه سوم، روز ۱۳                            | سفیر انگلستان، هری اسمیت پارکز یک کشتی جنگی به کانسای فرستاد.                                                                                | ۵ آوریل.             |
| ماه سوم، روز ۱۳                            | نخستین مذاکره بین سایگو تاکاموری و کاتسو کایشو                                                                                               | ۵ آوریل.             |
| ماه سوم، روز ۱۳                            | به دستور سایگو تاکاموری، کیناشی سی‌ایچیرو با سفیر انگلستان هری اسمیت پارکز در یوکوهاما دیدار کرد.                                             | ۵ آوریل.             |
| ماه سوم، روز ۱۴                            | دومین دور مذاکره بین سایگو تاکاموری و کاتسو کایشو، سایگو تاکاموری پیشروی بسوی قلعه ادو را متوقف کرده به کیوتو بازگشت.                        | ۶ آوریل              |
| ماه سوم، روز ۱۴                            | سوگندنامه پنج‌ماده‌ای توسط امپراتور انجام شد.                                                                                                  | ۶ آوریل              |
| ماه سوم، روز ۲۸                            | سایگو تاکاموری در یوکوهاما وضعیت را برای سفیر انگلستان توضیح داد.                                                                            | ۲۰ آوریل             |
| ماه چهارم، روز ۴                           | سایگو تاکاموری به قلعه ادو وارد شد. | ۲۶ آوریل             |
| ماه چهارم، روز ۹                           | امپراتور میجی در کیوتو، تسخیر بدون جنگ ادو را اعلام کرد. چیکاکو، شاهدخت کازو (همسر شوگون چهاردهم)، قلعه ادو را ترک کرد.                      | ۱ مه                 |
| ماه چهارم، روز ۱۰                          | تنشو-این (همسر شوگون سیزدهم)، قلعه ادو را به قصد اقامت در منزل شوگون پانزدهم ترک کرد. اواوکو یا حرمسرای قلعه ادو تخلیه و برای همیشه بسته شد. | ۲ مه                 |
| ماه چهارم، روز ۱۱                          | قلعه ادو واگذار شد | ۳ مه                 |
| ماه چهارم، روز ۱۱                          | شوگون یوشی‌نوبو از معبد کانئی در اوئنوی توکیو؛ به طرف میتو، ایباراکی در استان ایباراکی حرکت کرد.                                              | ۳ مه                 |
| ماه چهارم، روز ۲۹                          | توکوگاوا ایه‌ساتو (۶ ساله) به عنوان وارث خاندان توکوگاوا شناخته شد.                                                                           | ۴ ژوئیه              |
| ماه پنجم، روز ۲۴                           | فرمان مصادره اموال خاندان توکوگاوا | ۱۳ ژوئیه             |
| ماه هفتم، روز ۱۷                           | تغییر نام ادو به توکیو به معنای پایتخت شرقی                                                                                                  | ۳ اوت                |
| ماه نهم، روز ۸                             | تغییر مبداً گاهشماری از کیئو به دوره میجی | ۲۳ سپتامبر           |
| ماه دهم، روز ۱۳                            | امپراتور میجی نام قلعه ادو را به قلعه توکیو تغییر داد.                                                                                       | ۲۶ دسامبر            |